# Circaea
Genre
Circaea est un genre  de plantes à fleurs appartenant à la famille Onagraceae, contenant de 7 à 10 espèces.
Ce sont des plantes qui se développent dans les régions tempérées de l'hémisphère nord. Deux espèces sont silvestres (Circaea lutetiana) et  (Circaea alpine).

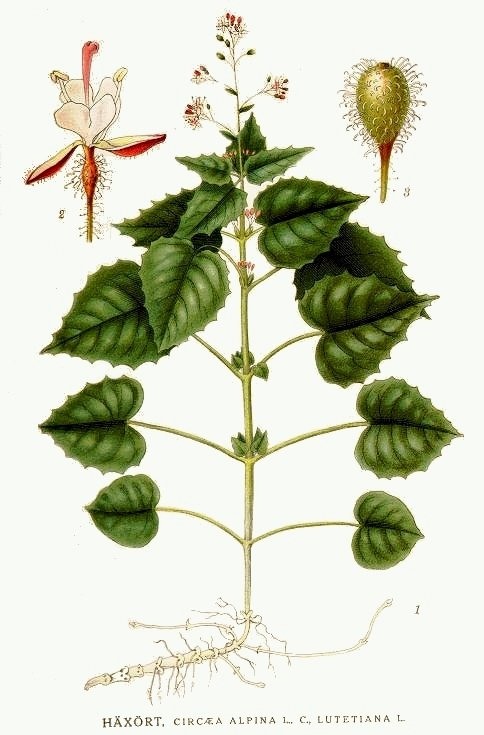
Circaea Alpine.

## Description
Par rapport aux caractéristiques de la famille, ce genre n'a que deux sépales et deux pétales au lieu de quatre. Le fruit est couvert de piquants qui sont utilisés pour la dissémination par les animaux.

## Taxonomie
Le genre a été décrit par Tourn. Ex L. Et publié en Species Plantarum 1: 8–9. 1753. L'espèce type est: Circaea lutetiana L.
Etymologie
Circaea: Nom générique nommé en honneur de Circé, dans la mythologie grecque déesse et hechicera qu'a habité dans l'île de Eea.

## Espèces
- Circaea alpina
  - Circaea Alpine subsp. Alpine
  - Circaea Alpine subsp. angustifolia
  - Circaea Alpine subsp. caulescens
  - Circaea Alpine subsp. imaicola
  - Circaea Alpine subsp. micrantha
  - Circaea Alpine subsp. pacifica
- Circaea canadensis (syn. C. lutetiana subsp. canadensis)
- Circaea cordata
- Circaea erubescens
- Circaea glabrescens
- Circaea lutetiana
- Circaea mollis
- Circaea quadrisulcata (syn. C. canadensis subsp. quadrisulcata)
- Circaea repens

Hybrides
- Circaea × Intervient (C. Alpine × C. lutetiana)